# Llei de Zipf-Mandelbrot
En teoria de probabilitat i estadística, la llei de Zipf-Mandelbrot és una distribució de probabilitat discreta. També coneguda com la llei de Pareto-Zipf, és una distribució de llei potencial a les dades classificades, anomenada així pel lingüista George Kingsley Zipf qui va suggerir una distribució més senzilla anomenada llei de Zipf i el matemàtic Benoit Mandelbrot, que posteriorment la va generalitzar.
La funció de massa de probabilitat ve donada per:
{\displaystyle f(k;N,q,s)={\frac {1/(k+q)^{s}}{H_{N,q,s}}}}
on {\displaystyle H_{N,q,s}} és donat per:
{\displaystyle H_{N,q,s}=\sum _{i=1}^{N}{\frac {1}{(i+q)^{s}}}}
que es pot considerar com una generalització d'un nombre harmònic. A la fórmula, {\displaystyle k} és el rang de les dades {\displaystyle q} i {\displaystyle s} són paràmetres de la distribució. En el límit de {\displaystyle N} quan s'acosta a l'infinit, es converteix en la funció zeta de Hurwitz {\displaystyle \zeta (s,q)}. Per a {\displaystyle N} finit i {\displaystyle q=0} la llei de Zipf-Mandelbrot es converteix en la llei de Zipf. Per a {\displaystyle N} infinit i {\displaystyle q=0} es converteix en la distribució Zeta.

## Aplicacions
La distribució de paraules classificades per la seva freqüència en un corpus lingüístic aleatori s'aproxima per una distribució de llei potencial, coneguda com a llei de Zipf.
Si es dibuixa el rang de freqüència de les paraules contingudes en un corpus de dades de text de mida moderada vers el nombre d'ocurrències o freqüències reals, s'obté una distribució de llei potencial, amb exponent proper a 1 (però vegeu Powers, 1998 i Gelbukh i Sidorov, 2001). La llei de Zipf assumeix implícitament una mida de vocabulari fixa, però la sèrie harmònica amb s=1 no convergeix, mentre que la generalització de la llei Zipf-Mandelbrot amb s>1 ho fa. A més, hi ha proves que la classe tancada de paraules funcionals que defineixen un idioma obeeix a una distribució Zipf-Mandelbrot amb diferents paràmetres de les classes obertes de paraules amb contingut que varien per tema, camp i registre.
En estudis del camp ecològic, la distribució d'abundància relativa (és a dir, el gràfic del nombre d'espècies observades en funció de la seva abundància) es troba sovint conforme a la llei de Zipf-Mandelbrot.
Dins de la música, moltes mètriques de la música «agradable» s'ajusten a les distribucions Zipf-Mandelbrot.